# Rodrigo Lucenti
Daniel Rodrigo Lucenti (ur. 10 maja 1978) – argentyński judoka. Olimpijczyk z Aten 2004, gdzie odpadł w eliminacjach w wadze lekkiej.
Uczestnik mistrzostw świata w 2007. Piąty na igrzyskach panamerykańskich w 2003. Pierwszy na igrzyskach Ameryki Południowej w 2006; drugi w 2002 i trzeci w 1998. Zdobył trzy medale mistrzostw panamerykańskich w latach 1996 – 2006. Wygrał mistrzostwa Ameryki Południowej w 2001 roku.
Jego brat Emmanuel Lucenti, również był judoką i czterokrotnym olimpijczykiem.

## Letnie Igrzyska Olimpijskie 2004
| Konkurencja | Eliminacje          | Klas. końcowa |
| Konkurencja | Przeciwnik I        | Miejsce       |
| ----------- | ------------------- | ------------- |
| 73 kg       | Jimmy Pedro (USA) P | 1 runda.      |